# Subjective Holies
Subjective Holies（サブジェクティブ ホーリーズ）は、2002年12月25日〜12月27日に東京都目黒区のウッディシアター中目黒で上演された舞台公演。宝塚歌劇団の演出家である齋藤吉正が外部公演での初の作・演出を行った。
主演は元宝塚歌劇団雪組トップスターの高嶺ふぶき。出演は西村直人、貴咲美里、宮原美文。そして小林隆が友情出演している。
Subjective Holiesは齋藤吉正の書き下ろしによる作品で、完成当初は役名や特に中盤以降からのストーリー展開、エンディングなどが全く違うものだった。しかしながら、高嶺ふぶきの要望により本名の浅田幸姫名義で自ら脚色を加えて内容を変更した。
そのため、公演パンフレットでは齋藤吉正の作・演出ではなく「原作・演出」との表記になっている。

## あらすじ
クリスマスを目前にして竹ちゃんこと菊水竹子は（高嶺ふぶき）、彼氏のまーくんこと八海山雅数（西村直人）に振られる。理由はまーくんのかか様（母）である八海山鶴子（宮原美文）の反対にあったためだ。
雅数は八海山銀行の跡取り息子で、母に甘やかされて育てられたマザコン男。その雅数がかか様に膝枕で耳掃除をしてもらっている最中、タイミング悪く行員の松田亀雄（小林隆）が取引の件でやってくる。そのタイミングの悪さに、亀雄は銀行をクビにされてしまう。
竹子の妹・菊水梅子（貴咲美里）はデートシミュレーションクラブ“キューティーハニーズ”でサクラのバイトをしている。そこに亀雄からの電話がはいる。二人はなぜか意気投合して会うことになる。そして、社宅から亀雄が追われることを知った梅子は、家に連れて帰るのだった。
姉妹二人暮しの家に亀雄を泊めるという梅子に、はじめは反対していた竹子だったが、情にほだされて認めることになる。そして、亀雄の話を詳しく聞いていくうちに、亀雄が雅数のせいで八海山銀行を理不尽に解雇されたことを知り、八海山銀行への逆襲を考える。酒のせいもあって、3人は銀行強盗の計画を企てるのだった。
そして八海山銀行の受付嬢として入り込む事に成功した竹子。そうとは知らずに雅数は、変装した竹子を竹子とは気付かず、その“受付嬢”に猛アタックを開始する。
雅数の家に招待されるも、実は雅数は竹子に対して未練があることを告げられ、戸惑う竹子。竹子は戸惑い、結局銀行強盗の計画を中止することにする。
しかし梅子の気持ちが収まらない。雅数にギャフンと言わせたい気持ちでいっぱいだったのだ。そんな竹子と梅子は大喧嘩をしてしまい、竹子は家を飛び出してしまう。
梅子は亀雄を説得され気持ちを静める。一方竹子は家を飛び出したものの、行くあてがなくて家に戻っていた。そして家に戻ったとき、そっと影に隠れて聞いた梅子と亀雄の会話で、梅子の本心を知るのだった。
実は竹子が2人の会話を聞いていたことに驚いた梅子と亀雄だったが、結局3人で飲もうということになる。そこへ、雅数が突然やってくる。
雅数はやはり竹子に未練があり、復縁したいと願っている。
復縁を迫ってくる雅数に、別れた理由を問いただすと、八海山の男だけに代々伝わる「家訓書」を見せた。中身はかなり時代錯誤なものであり、女性を卑下するものであった。
呆れた竹子は怒る気持ちを抑えきれずに、家訓書を窓から投げ捨て、説教をはじめる。
雅数はその言葉に打たれて反省し、改めて竹子への愛を告白し、一からやり直すことを誓うのだった。亀雄にお目付け役になってもらうことを決め、更生を誓っている矢先に、母・鶴子が乱入してきた。
実は窓から投げ捨てられた「家訓書」を見てしまった鶴子はショックを隠せないでいる。
泣きながらショックを隠せない鶴子を落ち着かせるため、竹子は「腹割って他人同士が分かり合うにはこれが一番てっとり早い方法なの」とワンカップ酒のフタを手早く開け、仕切り直して皆で「乾杯」の掛け声とともに酒を飲んで、全てまるく収めるのだった。

## STAFF
- 原作・演出：齋藤吉正
- 脚色：浅田幸姫
- 音楽：木川田新
- 振付：若央りさ
- 照明：池田圭子
- 効果：石橋昭雄
- 舞台監督：藤本典江
- 衣装：たかひらみく
- 監修：小林隆／西村直人／貴咲美里／高嶺ふぶき
- 制作：青木奈美栄／庄山由多加／浅田孝子
- 制作補：宮原美文
- 製作：Snow White Office